# Kensington Road
Kensington Road ist eine deutsche Rockband um den Sänger und Songwriter Stefan Tomek, die musikalisch in die Kategorien Indie-Rock und Alternative Rock eingeordnet werden kann.

## Geschichte

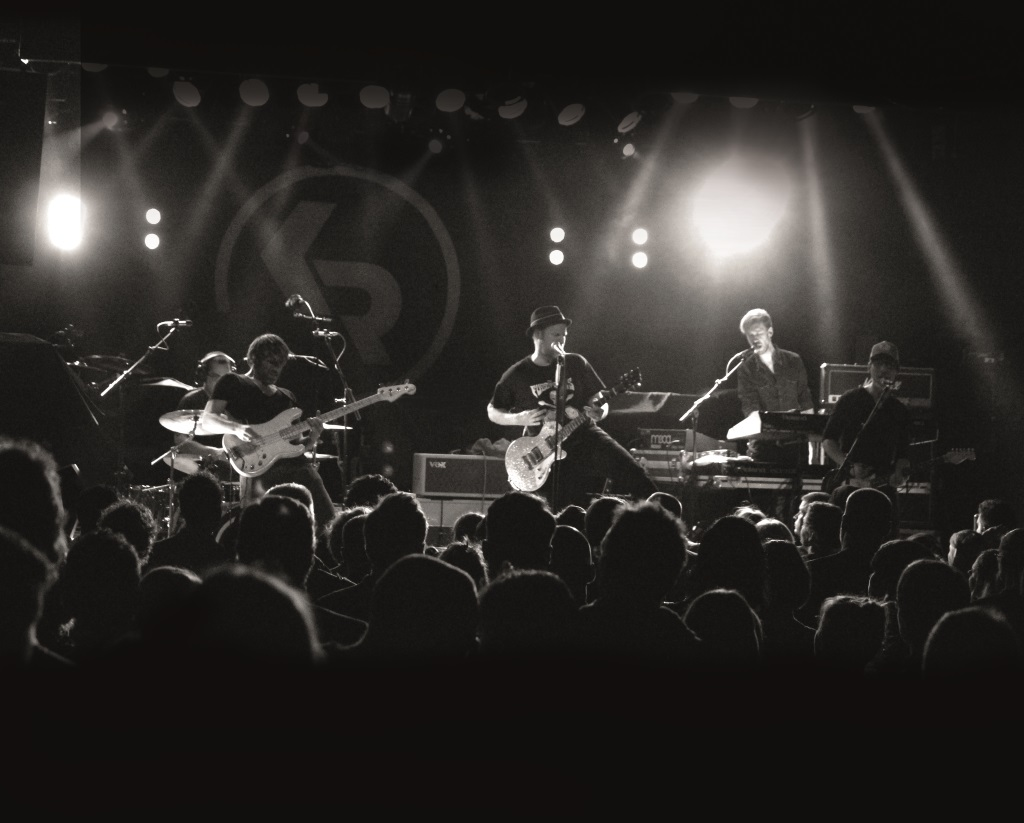
Kensington Road im „SO36“ (21. Oktober 2015)

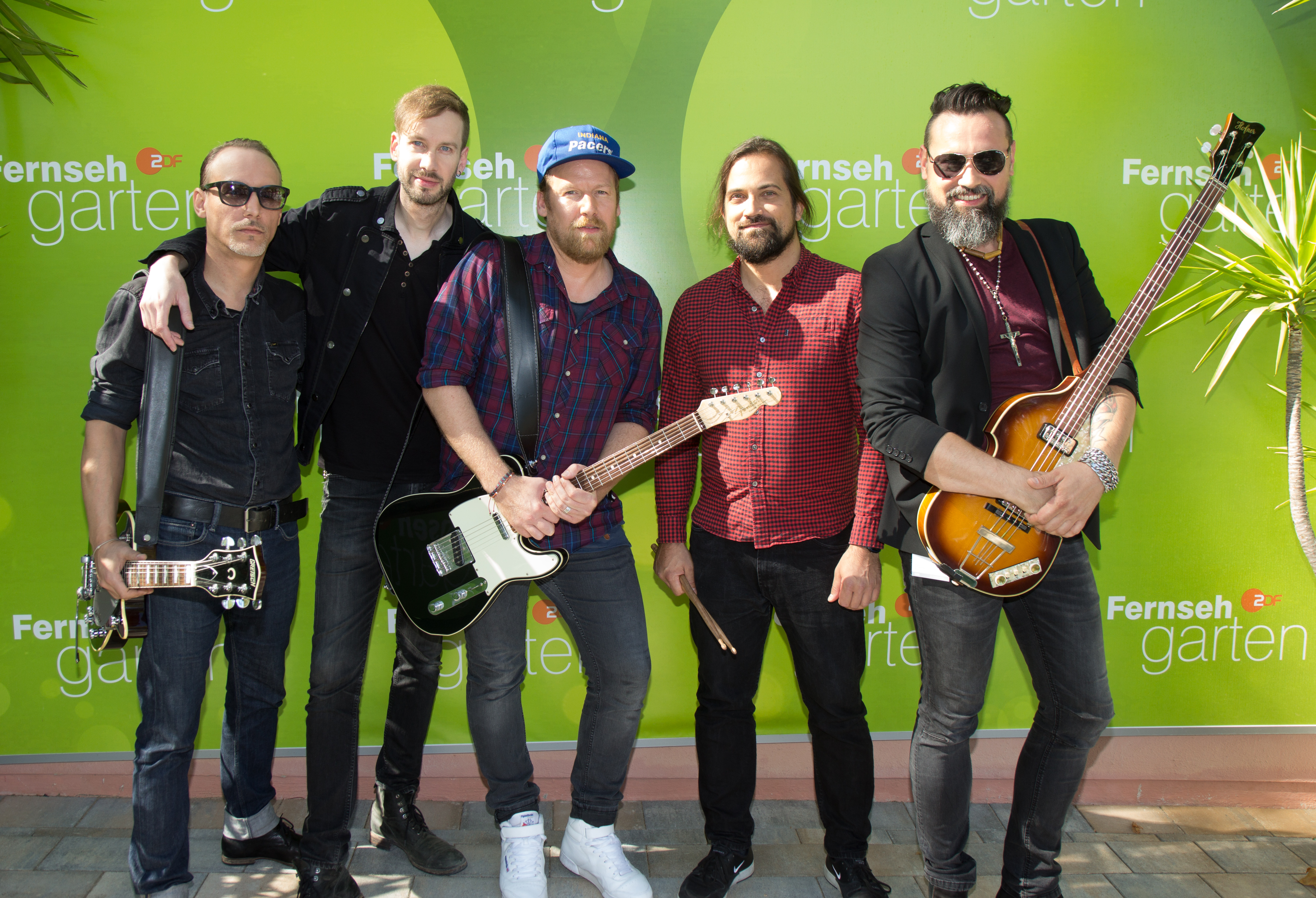
Kensington Road, 2018

Der Name Kensington Road bezieht sich auf die gleichnamige Straße in Charlottetown, Prince Edward Island. Dort lebte Stefan Tomek auf einem Dachboden und musizierte mit seinen kanadischen Kollegen.
Wieder zurück in Deutschland, gründete er die Band 29 Kensington Road und war die folgenden Jahre bei wechselnder Besetzung in der Berliner Musikszene unterwegs.
Bereit für einen Neuanfang, änderte die Band 2008 ihren Namen von 29 Kensington Road in Kensington Road. Mit Michael Pfrenger gewann Stefan Tomek 2008 einen erfahrenen Pianisten und Arrangeur. Kurze Zeit später stieß auch der Berliner Gitarrist René Lindstedt dazu.
In intensiven Songwriting- und Aufnahmesessions entstand das erste, von Kritikern gelobte Album A Story From Somewhere In Between, welches im Sommer 2009 veröffentlicht wurde.
Als Singleauskopplungen wählte man mit Satellite und Leave This Town sowohl eine rockige uptempo (Satellite), als auch eine ruhigere midtempo Nummer (Leave This Town).
Der Song Personal Transcendental Experience war der offizielle Song zu der DTM Meisterschaft 2010 und wurde bei der Zusammenfassung der Renntage im Fernsehen sowie nach der Siegerehrung an der Rennstrecke gespielt.
Im Juni 2011 veröffentlichte die Band ihr zweites Album mit dem Titel The Last Living Giant mit zwölf neuen Songs. Zur ersten Single Tired Man drehte die Band ein Musikvideo mit dem israelischen Regisseur Aviv Kosslov. Der Song So Alive war der offizielle Song für die Rennsaison 2011 der DTM.
Im Juli 2011 spielte die Band, auf einer Minitournee, im Vorprogramm der Simple Minds sowie bei einzelnen Konzerten als Vorgruppe von Mando Diao, Sunrise Avenue, Hurts und Ronan Keating.
Nach einer Kreativpause gingen Kensington Road 2014 wieder ins Studio, um mit den Aufnahmen an einem neuen Album zu beginnen. Zu einer Deutschlandtour im Frühjahr 2015 erschien The White Noise EP mit fünf neuen Titeln als Vorabversion des gleichnamigen Albums. Das Musikvideo zur Single Taxi wurde auf dieser Deutschlandtour gedreht.
2016 schrieb die Band neue Songs für das dritte Album und startete die Zusammenarbeit mit dem Produzenten Thies Neu in Berlin.
Anfang 2017 ging die Band auf umfangreiche Tour zu ihrer neuen Single „Here we go now“. Im Mai 2018 erschien die Single „White Noise“ zusammen mit einem neuen Videoclip als Vorbote zum Album Lumidor.
Im August 2018 veröffentlichte die Band ihr drittes Studioalbum Lumidor und ging auf umfangreiche Konzerttour.
Im Jahr 2019 begannen die Aufnahmen zum neuen Album Sex Devils Ocean in der Tonbrauerei mit Produzenten Thies Neu. Außerdem spielte die Band zahlreiche Festivals und tourte mit der Band Third Eye Blind. Die Veröffentlichung des neuen Albums wurde aufgrund der Corona-Pandemie einige Male verschoben, es erschien am 13. August 2021 und stieg auf Platz 13 in die offiziellen Deutschen Albumcharts ein. Gleichzeitig mit der Veröffentlichung des neuen Albums zeichnete die Band ein Konzert für den WDR Rockpalast auf. Kensington Road auf dem Tiger & Turtle, Duisburg wurde am 11. Oktober 2021 ausgestrahlt.
Anfang 2022 wurde mit dem Album Charlie Is Alive begonnen, das am 10. Mai 2024 erschienen ist. Mit dem neuen Album ging die Band auf Tour.

## Diskografie

### Alben
- 2009: A Story from Somewhere in Between
- 2011: The Last Living Giant
- 2015: The White Noise EP
- 2018: Lumidor
- 2021: Sex Devils Ocean
- 2022: Live at Tiger & Turtle
- 2024: Charlie Is Alive

### Singles
- 2009: Satellite
- 2009: Leave This Town
- 2011: Tired Man
- 2011: So Alive
- 2015: Taxi
- 2017: Here we go now
- 2018: White Noise
- 2019: Taxi (Acoustic)
- 2020: Pablito Pablito
- 2020: Steve Shoeman
- 2021: Sex Devils Ocean
- 2021: Ghost Mountain
- 2022: Live at Tiger & Turtle Vol. 1–4
- 2024: Flowers in Japan
- 2024: Charlie Is Alive

## Soziales Engagement
Kensington Road unterstützen seit Jahren die internationale Naturschutzorganisation WWF.